# Krista Mikkonen
Krista Johanna Mikkonen (ur. 15 listopada 1972 w Haminie) – fińska polityk i działaczka samorządowa, posłanka do Eduskunty, w latach 2019–2021 minister środowiska i zmiany klimatu, w latach 2021–2023 minister spraw wewnętrznych.

## Życiorys
W 2003 ukończyła filozofię na Uniwersytecie w Joensuu. Pracowała m.in. jako menedżer projektu. Dołączyła do Ligi Zielonych. Pełniła funkcję wiceprzewodniczącej partii. W latach 1997–2000 zasiadała w radzie miejskiej Joensuu, powróciła do niej w 2005. Od 2005 do 2012 była członkinią zarządu miejskiego. Weszła też w skład rady regionu Karelia Północna.
W wyborach w 2015 po raz pierwszy uzyskała mandat posłanki do Eduskunty. W 2019 i 2023 z powodzeniem ubiegała się o poselską reelekcję. W latach 2016–2019 była przewodniczącą frakcji parlamentarnej swojego ugrupowania.
W czerwcu 2019 objęła urząd ministra środowiska i zmiany klimatu w koalicyjnym rządzie Anttiego Rinne. Pozostała na tym stanowisku również w powołanym 10 grudnia 2019 gabinecie Sanny Marin. W listopadzie 2021 przeszła na funkcję ministra spraw wewnętrznych, zastępując Marię Ohisalo w związku z jej urlopem macierzyńskim. Sprawowała ją do końca urzędowania tego gabinetu, tj. do czerwca 2023.